# 第四次イタリア戦争
第四次イタリア戦争（だいよじイタリアせんそう）は、イタリア戦争の一部である。
フランス王フランソワ1世と神聖ローマ皇帝およびスペイン王カール5世が、北イタリアの領土、主にミラノ公国をめぐって戦った。フランス軍が北イタリアに侵攻した一方、スペイン軍がフランスに侵攻した。1538年6月18日、ニースの和約が締結され、フランスがトリノを得た以外はイタリアの版図はほとんど変わらなかった。戦争を通してスペインのイタリアに対する統制が強まり、イタリア独立の時代は終わった。フランスとスペインは決定的に仲違いして、以降は長きにわたる敵対の時代に突入した。一方、フランスに味方したオスマン帝国はフランスと蜜月関係となった。

## 背景

### 遠因
1500年、ルイ12世はグラナダ条約でフェルナンド2世とナポリ分割について合意した。条約に基づき、2人は結託してナポリ王フェデリーコ1世を廃位した。この決定はニッコロ・マキャヴェッリなど当時の識者に批判され、民衆もこの批判を支持した。1519年、カール5世が神聖ローマ皇帝に即位して帝国とスペインの同君連合が成立したため民衆の支持が高まった。フランスとスペインのイタリアをめぐる争いのはじまりとなった。

### 近因
戦争は1536年にカール5世とフランソワ1世の間ではじめられた。直接な起因はミラノ公フランチェスコ2世・スフォルツァの死去であった。フランチェスコ2世には子供がなく、長く苦しい闘病の末に1535年に亡くなった。跡継ぎがなかったため、スフォルツァ家のミラノ支配が終結する結果となり、カール5世がミラノ公妃クリスティーヌ・ド・ダヌマルクの母の兄にあたるためミラノ公を継いだ。当時は民衆もイタリア諸国も反対しなかった。帝国のイタリアにおける勢力の伸長にフランスは危機感を募らせ、オスマン帝国と正式に同盟を結び、ジャン・ド・ラ・フォレを初代フランス駐オスマン大使とした。オスマン帝国は援軍を派遣し、フランスのマルセイユやピエモンテなどジェノヴァ近くの標的への進軍を支持した。

## 経過
カール5世の子フェリペが公国を継承すると、フランソワ1世はイタリアに侵攻した。フランスの大将フィリップ・ド・シャボーは1536年3月にピエモンテへ進軍、翌月トリノを落城させたが、ミラノの包囲は失敗した。カールは反撃してプロヴァンスに侵攻、エクス＝アン＝プロヴァンスまで軍を進めて1536年8月に占領したが、フランス軍がマルセイユへの道を塞いだため進軍が止まってしまった。その後、防御を整えたアヴィニョンを攻めずスペインへ撤退した。皇帝軍に赤痢を蔓延させるためにフランス軍がわざと腐った果物を木の上に置いた、という逸話もある。
カール5世がフランスで領土を拡張している傍ら、イタリアではフランスの侵攻が続いていた。フランソワ1世の軍勢はピエモンテで補給してジェノヴァへ進軍していた。また1536年、ジャン・ド・ラ・フォレの外交努力でオスマン帝国との同盟を結び、年末にはマルセイユでフランス＝オスマン連合艦隊が集結し、ジェノヴァを脅かしていた。艦隊がジェノヴァを砲撃する一方フランス陸軍がジェノヴァを包囲する、という作戦案も定められたが、フランスとオスマン帝国にとっては不幸なことに、1536年8月に連合軍がジェノヴァに到着する頃にはジェノヴァの守備が大幅に強化されていた。その代わり、連合軍はピエモンテで荒らしまわり、多くの城を占領した。1537年、バルバロス・ハイレッディンがイタリア海岸で海賊行為を繰り返したのちコルフを包囲したが、あまりフランスの助けにはならなかった。
カール5世は緒戦で不利だった上、フランスとオスマンとの二正面作戦の危険もあるため、結局折れて1538年6月18日にフランソワ1世とニースの和約で戦争を終結させた。

## 影響
1538年6月18日に署名されたニースの和約は戦争を終結させ、トリノをフランスに割譲したが、イタリアの版図にはさほど影響を与えなかった。このとき、2人の王はお互いへの憎悪から同席することを拒否、仲介の教皇パウルス3世が2人のいる部屋を行き来する羽目になった。この戦争に起因するオスマン帝国との緊張によりカール5世はしばらくオスマンへの対応に追われ、9月28日のプレヴェザの海戦で敗北するまで続いた。一方、フランスはオスマン帝国との同盟を役立つものとみて、以降も同盟を継続した。
この戦争で明らかになったことは2つある。1つはスペインがイタリアへの統制を強めたことで、イタリアの独立が終わったこと。もう1つは、イタリアは団結した1つの国ではなく、多くの国の集合体であり、各自の思惑があること。これはイタリアが侵攻に晒されやすいことを意味し、次の第五次イタリア戦争でさっそく現実になった。さらに、軍隊がたびたび侵攻して略奪を繰り返したため、イタリアは戦争で荒廃した。
また、スペインとフランスの敵対が決定的になった戦争でもある。その後の争いは全て両国の領土と影響力にかかわるものである。戦争は両国の財政を悪化させたが、1547年にフランソワ1世が亡くなっても、その後継者であるアンリ2世は和解することなくスペインと帝国との戦争を継続した。